# Julia Baranowska
Julia Baranowska z Bąkowskich (ur. 1827 w Krakowie, zm. 7 lutego 1904 w Warszawie) – polska nauczycielka, działaczka patriotyczna i kobieca.

## Życiorys
Urodziła się w rodzinie inteligenckiej, jako córka adwokata Jana Bąkowskiego i Apolonii z Rutkowskich. Od 11 sierpnia 1863 była żoną  adiunkta, a następnie profesora medycyny Szkoły Głównej w Warszawie Ignacego Baranowskiego (1833–1919). Mieszkali w Warszawie, przy ul. Miodowej 496/A.
W latach 50. XIX wieku prowadziła pensję wraz ze szkołą w Warszawie. Była zwolenniczką wychowywania młodego pokolenia w zasadach ścisłego powiązania z realnym życiem, oraz zerwania z egzaltacją i romantycznymi mrzonkami. Pod tym względem wyznawał zasady Klementyny Tańskiej i jej współczesnej Zuzanny Wilczyńskiej, a zwłaszcza uczennicy obu, Narcyzy Żmichowskiej, która była przyjaciółką Julii Baranowskiej.
Razem z Izabelą Zbiegniewską, a prawdopodobnie także Matyldą Natansonową-Godebską i z pomocą Ludwiki Bouchard przygotowały do druku pośmiertne wydanie listów Narcyzy Żmichowskiej, zawartych w 3-tomowym zbiorze pt. Listy Narcyzy Żmichowskiej do rodziny i przyjaciół, wydanym nakładem księgarni Gebethner i Wolff w latach 1885 (dwa pierwsze tomy) i 1906 (trzeci tom). Wspólnie z Izabelą Zbiegniewską spisały życiorys Żmichowskiej, zdeponowany obecnie w Bibliotece Jagiellońskiej.
Pochowana wraz z mężem na cmentarzu Powązkowskim (kwatera 19, rząd 3, miejsce 6-7).